# بوب يونغ (لاعب كرة قدم أمريكية)
بوب يونغ (بالإنجليزية: Bob Young)‏ هو لاعب كرة قدم أمريكية أمريكي، ولد في 3 سبتمبر 1942 في مارشال في الولايات المتحدة، وتوفي في 17 يونيو 1995 في ميسوري سيتي في الولايات المتحدة.

## وصلات خارجية
- بوب يونغ على موقع مرجع كرة القدم المحترفة.كوم (الإنجليزية)